# José Aníbal Verdaguer y Corominas
José Aníbal Verdaguer y Corominas (El Plumerillo, 15 aprile 1877 – Mendoza, 19 luglio 1940) è stato un vescovo cattolico argentino.

## Biografia
Iniziò la sua formazione a Mendoza e, dopo il trasferimento della sua famiglia in Spagna, la proseguì presso il collegio dei Fratelli maristi delle scuole di Gerona.
Ritornato in patria, entrò nel seminario di San Juan e fu ordinato prete nel 1901.
Fu cappellano di un orfanotrofio, notaio ecclesiastico, cappellano del monastero di Maria, rettore della chiesa matrice e pro-vicario foraneo di Mendoza, dove fondò anche il collegio dei fratelli maristi di San Giuseppe.
Nel 1931 fu nominato rettore del seminario e canonico della cattedrale di San Juan.
Fu il primo vescovo di Mendoza e, nel 1935, fondò in diocesi la congregazione delle Operaie catechiste di Gesù Sacramentato.

## Genealogia episcopale
La genealogia episcopale è:
- Cardinale Scipione Rebiba
- Cardinale Giulio Antonio Santori
- Cardinale Girolamo Bernerio, O.P.
- Arcivescovo Galeazzo Sanvitale
- Cardinale Ludovico Ludovisi
- Cardinale Luigi Caetani
- Cardinale Ulderico Carpegna
- Cardinale Paluzzo Paluzzi Altieri degli Albertoni
- Papa Benedetto XIII
- Papa Benedetto XIV
- Papa Clemente XIII
- Cardinale Bernardino Giraud
- Cardinale Alessandro Mattei
- Cardinale Giacomo Giustiniani
- Cardinale Pietro Ostini
- Vescovo Mariano Medrano y Cabrera
- Arcivescovo Mariano José de Escalada Bustillo y Zeballos
- Vescovo Venceslao Javier José Achával y Medina, O.F.M. Obs.
- Arcivescovo Federico León Aneiros
- Arcivescovo Mariano Antonio Espinosa
- Arcivescovo José Américo Orzali
- Vescovo José Aníbal Verdaguer y Corominas